# Юзда
Юздата е вид оборудване, което се използва за насочване на кон. Той включва оглавник, държащ желязно удило, което минава през устата на коня, и повод, който е свързан към него. Съществуват и юзди, които не минават през устата на коня, а вместо това опасват муцуната му – хакамора. Съществуват най-различни варианти, но общата им е цел е да упражняват натиск върху чувствителните зони на лицето на животното, позволявайки на ездача да го насочва и контролира.
Оглавникът е направен от кожени ремъци, носещи наименованието на тази част от главата на коня, върху която са разположени (презносен, тилен, страничен, подбраден ремък и др.). Дължината на ремъците може да се регулира чрез катарами. Трензелата представлява пречупващ се лост отстрани с две странични халки, за които се прикрепят поводите. Тя се свързва към поводите чрез странични халки. Понякога, оглавникът включва наочници – кожени парчета, които възпрепятстват страничното зрение на коня, така че да не се плаши или разсейва.
Материалите, от които са били направени първите юзди, вероятно не са се запазили във времето, поради което е трудно да се каже кой тип юзда е възникнал първи (с или без удило). Съществуват доказателства за употребата на удила от Ботайската култура (днешен Казахстан), датиращи от 3500 – 3000 г. пр.н.е.